# 黃鋼城
黃鋼城（Frank Wong Kwong Shing，1948年—），香港金融业人士。

## 背景
- 中國工商銀行股份有限公司獨立非執行董事，自2009年1月起
- 花旗銀行
- J.P.摩根
- 國民西敏銀行
- 香港期貨交易所 主席
- 槓桿式外匯買賣條例仲裁委員會 主席
- 香港銀行公會香港外匯及貨幣市場事務委員會
- 1999年起新加坡星展銀行集團 要職
- 新加坡政府 衛生部國立健保集團獨立非執行董事
- 豐樹產業私人有限公司非執行董事
- 海暉基金管理 亞太區主席
- PSA國際港務集團
- 中國移動董事
- 香港大學校董會成員
- 2013年起 金融發展局成員